# Грозненська ТЕС
Грозненська ТЕС – теплова електростанція, введена в експлуатацію у другій половині 2010-х у Чечні.
Електростанцію розмістили на майданчику колишньої Грозненської ТЕЦ-3 (введена в дію у 1966 – 1968 роках з двома паровими турбінами потужністю по 50 МВт), зруйнованої під час бойових дій у війні 1994 – 1996 років. Для його підготовки, зокрема, провели демонтаж димаря заввишки 60 метрів методом підриву (жовтень 2014-го).
Первісно планувалось спорудити парогазову електростанцію комбінованого циклу, проте у підсумку вирішили зменшити капітальні вкладення та обмежитись газотурбінними установками, які працюють у відкритому циклі. В 2018-му та 2019-му стали до ладу два енергоблоки номінальною потужністю по 180 МВт, обладнані виготовленими у Санкт-Петербурзі за ліцензією німецької Siemens газовими турбінами SGT5-2000E (фактично одна з турбін відносилась до 8-ї серії та мала показник у 173 МВт, тоді як друга була вже 9-ї серії із потужністю 182 МВт). Доставка турбін на майданчик здійснювалась внутрішніми водними шляхами від санкт-петербурзького порту Бронка до Махачкали, а далі автотранспортом.
Як паливо ТЕС використовує природний газ, додаткові обсяги якого почали надходити до Грозного навесні 2021-го по новому трубопроводу Моздок – Грозний.
Окрім виробництва електроенергії станція також може постачати теплову енергію в обсягах 280 Гкал/год.
Видача продукції відбувається під напругою 110 кВ.